# Rắn hổ mang Philippines
Rắn hổ mang Philippines hay rắn hổ mang phun nọc Philippines (danh pháp hai phần: Naja philippinensis) là một loài rắn hổ mang ngắn, nọc độc cao trong loài rắn hổ mang phun nọc có nguồn gốc từ các khu vực phía bắc Philippines.. Loài này được Taylor mô tả khoa học đầu tiên năm 1922.. Đây là loài rắn có nọc độc mạnh thứ hai trong chi rắn hổ mang thực sự (Naja) chỉ sau rắn hổ mang Caspi.